# 田中弘太郎 (陸軍軍人)

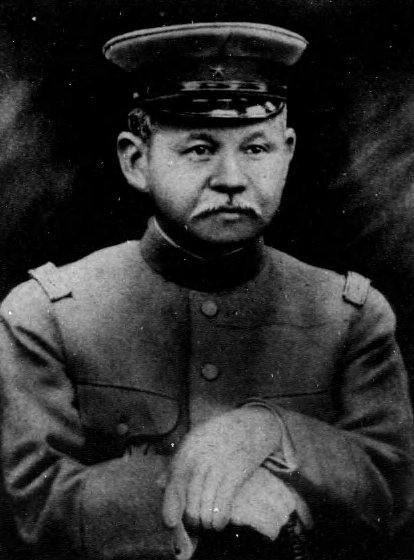
田中弘太郎

田中 弘太郎（たなか こうたろう、1864年10月29日（元治元年9月29日） - 1938年6月5日）は、日本陸軍の軍人。最終階級は陸軍大将。族籍は京都府士族。

## 経歴
京都府船井郡園部町（現南丹市）出身。園部藩士、田中弘作の長男として生れる。田中家は丹波園部藩主小出家の藩士であり、元和以来園部藩にて代々山方目付役を勤めた。
7歳の時浄教寺の寺子屋に学んだ。後上野盤山という学者の塾に学び、更に1872年に至り園部町に新設された明親校に入って学を修めた。18歳の頃小学校教員になろうとして試験を受けたが及第しなかったので、官吏になろうとして大阪に知己を訪ねて就職を求めたが、欠員なくその志望を達するに至らなかった。
1883年、家督を相続する。1884年、陸軍士官学校に入学。1887年7月、陸軍士官学校（旧9期）を卒業し、砲兵少尉任官。1888年7月、陸士砲兵科を終えて野砲兵第4連隊小隊長、陸軍砲兵射的学校教官を歴任。日清戦争では第5師団司令部付として出征した。その後、陸軍砲工学校教官、東京砲兵工廠製造所長、欧州差遣（駐独審査官）、大阪砲兵工廠技術課長などを歴任し、1913年8月、陸軍少将に進級した。
技術審査部審査官を経て、1918年7月、陸軍中将となり、陸軍科学研究所長、技術本部長、軍事参議官を勤める。1924年8月、陸軍大将となり、翌月予備役に編入され、1934年4月に退役した。

## 栄典
位階
- 1890年（明治23年）10月15日 - 正八位[3]
- 1892年（明治25年）1月27日 - 従七位[4]
- 1899年（明治32年）12月20日 - 従六位[5]
- 1904年（明治37年）9月13日 - 正六位[6]
- 1907年（明治40年）12月27日 - 従五位[7]
- 1913年（大正2年）1月30日 - 正五位[8]
- 1918年（大正7年）2月28日 - 従四位[9]

勲章等
- 1895年（明治28年）10月31日 - 功五級金鵄勲章・勲六等瑞宝章[10]
- 1901年（明治34年）11月30日 - 勲五等瑞宝章[11]
- 1906年（明治39年）4月1日 - 功四級金鵄勲章・勲四等旭日小綬章・明治三十七八年従軍記章[12]
- 1915年（大正4年）11月7日 - 勲二等瑞宝章・大正三四年従軍記章[13]
- 1920年（大正9年）11月1日 - 勲一等旭日大綬章・大正三年乃至九年戦役従軍記章[14]

## 人物
- 非常に口数が少なく余暇あれば和漢の書を読み、厭きなかった[15]。武士堅気で無妻主義だった[15]。
- 工学博士に推挙されたが、軍に一生を捧げるとして辞退した。

## 家族・親族
田中家
- 祖父・彌平次（兵庫県多紀郡大芋村字小原の桑形家より田中家に養子となり、山方目付の役を継ぐ）[2]
- 祖母（園部町字宮町・坂本家の娘）[2]
- 父・道一（? - 1887年、俗名・弘作[2]） - 学を修め書に長じたため藩主の祐筆となり、明治時代には園部町の学務委員として町政に尽力[2]。
- 母・みさ子（? - 1918年、京都府船井郡竹野村字水戸の医師・世木澤玄伯の妹）[2]
- 弟・幾次郎、繁三郎、平四郎、正五郎[2]